# Odontria varicolorata
Odontria varicolorata är en skalbaggsart som beskrevs av Given 1952. Odontria varicolorata ingår i släktet Odontria och familjen Melolonthidae. Inga underarter finns listade i Catalogue of Life.